# Котяча акула леопардова
Котяча акула леопардова (Poroderma pantherinum) — акула з роду Вусата котяча акула родини Котячі акули. Інша назва «акула-пантера».

## Опис
Загальна довжина досягає 84 см при вазі 3,2 кг. Спостерігається статевий диморфізм: самець дещо більше за самицю. Голова широка, сплощена. Морда коротка з 2 невеличкими м'ясистими вусиками біля ніздрів. Очі помірно великі, мигдалеподібні, з мигальною перетинкою. Розміщені високо на голові. За очима розташовані бризкальця середнього розміру. Під очима є невеличкі щічні горбики. Ніздрі захищені носовими клапанами. Губні борозни короткі. Рот широкий, дугоподібний. На верхній щелепі розташовано 36-60 робочих зубів, на нижній — 26-52. Зуби дрібні, з 3 верхівками, з яких центральна є високою та гострою, бокові — маленькі. У самців верхівки більш зігнуті ніж у самиць. У них 5 пар зябрових щілин. Тулуб стрункий, стиснутий з боків. Шкіра товста. Луска має форму стрілки, яка закріплена на міцній ніжці. Грудні плавці великі, широкі, округлі. Мають 2 маленьких спинних плавця. Передній значно перевершує задній. Передній спинний плавець починається навпроти кінця черевних плавців, задній — кінця анального плавця. Черевні плавці у 2 рази менше за грудні, водночас основа черевних плавців дорівнює основі грудних плавців. Анальний плавець широкий. Хвіст тонкий. Хвостовий плавець короткий, широкий, гетероцеркальний.
Забарвлення сіро-жовте або світло-бежеве, навіть світло-коричневе (в залежності між навколишнього середовища). На спині та боках розкидані темні, іноді чорні, плями округлої форми, що утворюють незамкнені кільця, вкраплення, подовжені та дрібні плями. Розрізняють 4 варіації: підководібні плями у поєднанні з дрібними округлими плямочками; округлі темні плями різного розміру; інші є проміжними варіантами між дома попередніми.

## Спосіб життя
Тримається на глибинах від 5 до 50 м, зазвичай до 20 м. Доволі млява та повільна акула. Вдень ховається в укриттях. Активна вночі. При полюванні утворює невеличкі групи. Полює біля дна, є бентофагом. Живиться дрібною костистою рибою, кальмарами, каракатицями, невеличкими восьминогами, креветками, крабами, морськими черв'яками. Під час нересту кальмарів особливо активно на них полює. Ворогами цієї акули є морські котики, калани, великі восьминоги. У випадку небезпеку згортається у кільце, ховаючи голову під хвостом.
Статева зрілість у самців настає при розмірах 47-67 см, самиць — 43-64 см. Це яйцекладна акула. Самиця відкладає 2 світло-коричневі яйця у вигляді прямокутної капсули завдовжки 7 см та завширшки 3 см. Яйця мають в кутах короткі вусики, якими чіпляються за водорості та каміння. Інкубаційний період триває 5-6 місяців. Народжені акуленята становлять 11 см.
Тривалість життя становить 15 років.
Не є об'єктом промислового вилову. Водночас часто ловиться для тримання в акваріумах, оскільки добре пристосовується до неволі.

## Розповсюдження
Мешкає біля узбережжя Східної Капської провінції та провінції Квазулу-Наталь (ПАР).